# Lotte Bundsgaard
Lotte Koed Bundsgaard, född 20 januari 1973, är en dansk journalist samt tidigare medlem av folketinget och minister. Hon representerade Socialdemokraterne.

## Uppväxt & tidig politisk karriär

### Lärare & socialdemokrat
Lotte Koed Bundsgaard växte upp i ett socialdemokratiskt hem och är dotter till cand.oecon. Jørgen Bundsgaard och läraren Hanne Lund Bundsgaard. Hon föddes i det lilla samhället Nivå på Sjælland. Hon kom emellertid att växa upp i staden Odense på Fyn. Sin skolgång tillbringade hon på Bellingeskolen 1978-88. Hon tog tre år senare, 1991, studenten från Skt. Knuds Gymnasium, där hon hade varit ordförande för skolans elevråd. Under gymnasiestudierna var hon även ordförande för Danske Gymnasielevers Sammenslutning (DGS). Året därefter påbörjade hon sin utbildning till lärare vid Odense seminarium och tog lärarexamen 1996. Därefter arbetade hon som lärare för en specialklass på Humlehaveskolen i den socialt belastade Odensestadsdelen Vollsmose till 1998. Hon gifte sig 1999 med Søren Thorsager, som också var aktiv inom DSU och som varit medlem av Odenses byråd, och tillsammans har de två barn, födda 1999 respektive 2002.
Under gymnasietiden blev Lotte Bundsgaard som 17-åring en engagerad medlem i det danska socialdemokratiska partiet. Hon blev ordförande för Danmarks Socialdemokratiske Ungdom (DSU) i Odense 1990 och behöll posten fram till 1992, då hon avancerade till att bli vice ordförande för DSU:s landsorganisation. Då Lotte Bundsgaard var 22 år gammal 1995 pekades hon ut som sitt partis kandidat i Otterupkredsen. I och med det tilldelades hon smeknamnet "Den nye Ritt", eftersom det tidigare hade varit Ritt Bjerregaards valkrets. Med tiden kom hon även att tilldelas smeknamn som "Socialdemokraternas unga hopp" och "Partiets prinsessa".

### Invald i folketinget 1998-2001

#### "Ungdomsklubben"
År 1998 sade Bundsgaard upp sig från sitt lärarjobb efter att hon hade blivit invald i folketinget med 17 598 personliga röster. Hon var således en av de tio folketingskandidater som fick flest röster vid valet och den tredje yngsta socialdemokratiska folketingsmedlemmen. Väl i folketinget var Bundsgaard, tillsammans med fyra andra unga och nyvalda socialdemokratiska politiker, en av upphovsmakarna till en s.k. ungdomsklubb inom den socialdemokratiska folketingsgruppen. Denna gick under namnet Café au lait och hade som mål att samla alla unga socialdemokratiska folketingsmedlemmar och Bundsgaard förklarade anledningen till klubbens existens på följande vis:
| ” | Det är skillnad på hur man som ung ser på politik och på hur man ser på den när man har suttit i folketinget i 25 år. Om vi ska kunna klara oss och slå igenom är det viktigt att vi arbetar tillsammans. | „ |

I slutet av augusti 1998 presenterade klubben ett debattupplägg där skarp kritik riktades mot den dåvarande regeringens barnomsorgspolitik. I samma upplägg lade man fram krav på en mer flexibel barnledighet, längre föräldraledighet och en lagstadgad garanti till barnpassning. Trots löften från regeringen om bättre förhållanden för barnfamiljer visade en undersökning från Socialforskningsinstituttet att danska barnfamiljer hade sämre möjligheter till föräldraledighet och barnpassning än i flera andra europeiska länder, däribland Sverige och Finland. Bundsgaard uttryckte sitt missnöje med den förda politiken och ansåg att ledigheten borde anpassas efter barnen och inte efter föräldrarna eller arbetsmarknaden. Hon var även kritisk till att kommunerna, som efter ett avtal med regeringen blev skyldiga att ge alla barn plats på daghem efter avslutad föräldraledighet, kunde höja priserna för daghemsplatser. Hon menade att det var orimligt att låta barnfamiljerna stå för kostnaden.
I samband med Café au lait-klubbens bildande nämnde Bundsgaard också att den nya generationen socialdemokrater kunde ha en annorlunda syn på EU, jämfört med de lite äldre partikamraterna och förklarade att klubben drev en lite annorlunda EU-linje än själva partiet:
| ” | Vi ska få europadebatten till att handla mer om vad vi vill som socialdemokrater. Vi har varit för dåliga på att föra fram en socialdemokratisk idé om Europa. Vi har diskuterat ja och nej och huruvida Danmarks undantag skall hålla de närmsta 50 åren. | „ |

Själv har Bundsgaard utmärkt sig som en stor förespråkare för att införa euron som valuta i Danmark och för en stark politisk integration av de europeiska länderna. Hon har även uttryckt sig positivt om att låta upphäva några av de undantag som Danmark har inom EMU (Europeiska Monetära Unionen).

#### Försvarspolitisk ordförande
Som medlem av folketinget har Bundsgaard innehaft en mängd poster i olika utskott, däribland i utbildningsutskottet och justitieutskottet. En av de viktigaste posterna hon har haft var som partiets försvarspolitiska ordförande och därmed som medlem av folketingets försvarsutskott. Hon tillträdde dock posten precis sedan ett stort försvarsavtal på fem år ingåtts, vilket gjorde att en stor del av försvarspolitiken var bunden till detta. Hon sade sig dock räkna med att hon under sin första tid som ordförande skulle komma att arbeta med att rätta upp på de problem som skulle komma att uppstå i samband med det nya avtalet. Och problem blev det när den socialdemokratiska finansministern Mogens Lykketoft planerade besparingar inom försvaret (c:a 50 miljoner dkr), kriminalvården (c:a 25 miljoner dkr) och polisväsendet. Dessa besparingar var en del av regeringens plan på att spara 500 miljoner danska kronor inom staten och planerades gå direkt till statskassan. Men de borgerliga partierna i folketinget ansåg att dessa planer gick emot det försvarsavtal som hade ingåtts tidigare under året och även i det ena regeringspartiet, Det Radikale Venstre, väckte finansministerns sparplaner en viss uppståndelse. Bundsgaard ansåg att besparingarna kunde genomföras om de inte påverkade försvarets aktiviteter och att pengarna i sådana fall skulle gå till vårdsektorn.
I juli 2000 lade den konservativa försvarspolitiska ordföranden, Helge Adam Møller, fram ett förslag om göra värnplikten obligatorisk för alla män och kvinnor samt låta den omfatta en s.k. samhällsplikt, där man utförde sin plikt på ett vårdhem eller liknande. Bundsgaard var ovillig att låta utöka värnplikten om det inte var nödvändigt. Hon var positiv till kvinnlig värnplikt på lång sikt men ansåg att militären inte var redo för det vid det tillfället.
Debatten om Danmarks undantag i det europeiska samarbetet blossade upp inom det socialdemokratiska partiet i september 2000. Det rörde sig bland annat om utformandet av en gemensam, europeisk, flykting- och asylpolitik som Danmark inte kunde delta i på grund av sitt undantag på området. Undantagen rörde även det försvarspolitiska området och Bundsgaard var villig att avskaffa det eftersom hon ansåg att skulle vara ett problem om EU övertog de fredsbevarande styrkorna i exempelvis i Bosnien och Kosovo och att Danmark då inte skulle kunna vara med på grund av sitt undantag inom det försvarspolitiska samarbetet inom unionen.

## Bostads- & jämställdhetsminister 2000-2001

### Ministerutnämningen

#### Bakgrund
Under hösten år 2000 höll Danmark en folkomröstning om euron skulle bli landets nya valuta eller ej. Både Socialdemokraterne och Det Radikale Venstre hade profilerat sig som starkt EU-förespråkande partier och led något av ett nederlag när resultatet från folkomröstningen blev ett ”nej” till ett införande av euron. Opinionsmätningarna visade på ett sjunkande stöd och tilltro till regeringen och vid samma tidpunkt avgick den populära försvarsministern Hans Hækkerup för att bli ledare för FN:s civila administration i Kosovo. Statsminister Poul Nyrup Rasmussen stod inför valet att antingen bara ersätta Hækkerup med en annan politiker, eller att byta ut flera ministrar för att försöka skapa större popularitet för regeringen i opinionsmätningarna inför det stundande valet som skulle hållas under 2001. Valet mellan dessa alternativ blev mer klart då också utrikesministern Niels Helveg Petersen (Det Radikale Venstre) valde att lämna regeringen. Den dåvarande biståndsministern Jan Trøjborg, som innehaft flera ministerposter i Poul Nyrup Rasmussens regeringar, nämndes som en favorit till att ersätta Hækkerup. Men även Bundsgaard kom på tal, eftersom hon var Socialdemokraternes försvarspolitiska ordförande. Hon ansågs dock ännu vara för ung och oprövad för att kunna efterträda Hækkerup. Däremot nämndes hon som en möjlig efterträdare till bostads- och jämställdhetsminister Jytte Andersen, som ansågs hänga på en lös tråd och vara för anonym för att kunna fortsätta i en regering som skulle försöka vända de dalande opinionssiffrorna. Bundsgaard avvisade dock den möjligheten.

#### Tillträdande av ministerposterna
Den 21 december 2000 blev det bekräftat att Lotte Bundsgaard hade blivit utsedd till bostads- och jämställdhetsminister då Poul Nyrup Rasmussen presenterade sin nya regering utanför Amalienborg efter en audiens hos drottning Margrethe. Bundsgaards företrädare Jytte Andersen, som var besviken över att behöva lämna sin ministerpost, sa på sitt avskedstal att hon var nöjd över att just Bundsgaard blev hennes efterträdare och att hon själv skulle ha valt henne om det hade varit hon som stod inför det valet. Vid sitt tillträdande av ministerposterna var Bundsgaard Danmarks ditintills yngsta minister, men beskrevs ändå av flera kollegor i folketinget som en person med för sin ålder stor erfarenhet av politiskt arbete. Hon var även en av två av de nya ministrarna som hade hämtats in från Socialdemokraternes folketingsgrupp, resten kom utifrån. Om Bundsgaard sa Poul Nyrup Rasmussen följande vid presentationen av den ommöblerade regeringen:
| ” | Lotte har redan i den socialdemokratiska folketingsgruppen visat att hon kan, och jag är helt säker på att Lotte kommer att sätta sin helt egna prägel på både bostadspolitiken och jämställdhetspolitiken. | „ |

### Bostadspolitiken

#### Oenigheter om flyktingbostäder
I januari 2001 uppstod det oenigheter mellan landets kommuner om huruvida det var ett problem eller ej att kommunerna hade ett ansvar att finna bostäder till ett större antal flyktingar. Antalet flyktingar på landsplan som skulle tilldelas bostäder hade år 2001 ökat från 3 800 till 5 000, dvs. en ökning med 1 200 flyktingar, och problemet låg i hur flyktingarna skulle fördelas mellan landets kommuner. Kommunernes Landsforening (KL), som samlar Danmarks kommuner, hade ditintills haft ett avtal mellan kommunerna som gick ut på att undvika att placera flyktingar i storstäderna och istället sprida dem genom hela Danmark, eftersom storstäderna redan ansågs ha väldigt många flyktingar. Med det ökade antalet flyktingar så ökade också oenigheterna om huruvida det var möjligt för kommunerna att ansvara för att finna bostäder till flyktingar. Somliga kommuner, främst mindre bemedlade sådana, efterlyste statlig finansiering av nya flyktingbostäder. Lotte Bundsgaard avvisade dock kravet och slog fast det var kommunernas ansvar, vare sig de ville eller inte, att ordna bostäder.

#### De första förändringarna
I februari stod det klart att Bundsgaard hade beviljat 125 miljoner danska kronor till det s.k. kvarterløftet (svenska: kvarterslyftet) som hade som mål att rusta upp fem nedslitna och socialt utsatta bostadsområden i flera danska städer. Bland dessa fanns Odensestadsdelen Vollsmose, i vilken Bundsgaard tidigare arbetat som lärare på en skola. Projektet planerades att sträcka sig över tio år och ett officiellt avtal undertecknades mellan Bundsgaard och Odenses borgmästare, Anker Boye (Socialdemokraterne). Under samma månad beviljade regeringen skattelättnader för pensionsbolagen för att göra det profitabelt för dessa att investera i nya hyresbostäder. I gengäld krävde Bundsgaard att pensionsbolagen ställde var fjärde lediga lägenhet till förfogande för kommunerna, som då skulle kunna anvisa bostadslösa till dessa. Kravet fick ett positivt mottagande från både pensionsbolagen och bland de olika partierna i folketinget. Kort därefter beslutade dock Bundsgaard att sätta igång en undersökning över vilka sorters bostäder som behövdes. Denna undersökning väntades vara färdig i juni samma år och Bundgaard sade att hon till dess inte ville ta några beslut på området.
I mars utgavs ett pressmeddelande i vilken Bundsgaard lyfte fram landsbygden som en viktig del av det moderna Danmark. Hon framhävde därmed att gemenskapen inom- och engagemanget för lokalsamhället var de främsta krafterna bakom den danska landsbygden, och startade därmed upp projektet "Den bæredygtige landsby" (ungefär Den hållbara landsorten) till vilken det avsattes 5 miljoner danska kronor som alla kommuner, föreningar och verksamheter kunde ansöka om att få ta del av. Enligt Bundsgaard skulle detta främja lokala initiativ till att utveckla landsbygden och motverka att folk flyttade ifrån landsbygden in till städerna.
I april skrev Bundsgaard till landets alla kommuner att sänka bostadsbidraget för äldre människor som bor i bostadsrätter som deras barn har köpt. Anledningen sades vara att vissa äldre personer fick sina barn att köpa bostadsrätter, som de sedan kunde hyra och därmed få tilldelat sig fullt bostadsbidrag eftersom de var hyresgäster på papperet. Detta var ett växande problem som inte omfattades av den dåvarande lagstiftningen. Bundsgaard hänvisade dock till att det fanns en regel från 1974 som skulle förhindra missbruk av bostadsbidraget, som kommunerna nu skulle använda sig, samt att många bostadsrättsföreningar hade regler som förbjöd uthyrning av bostadsrätter under en längre tid. Under samma månad avsatte regeringen 112 miljoner danska kronor som skulle användas till att bygga fler bostäder till yngre människor med rörelsehinder. Många unga med rörelsehinder hade ditintills varit tvungna att inkvarteras på vårdhem bland äldre och dementa människor. Tillsammans med socialminister Henrik Dam Kristensen sände Bundsgaard ett brev till alla landets kommuner och amter, samt till ett antal organisationer, som innehöll en vägledning över att de kunde få del av dessa pengar genom en särskild pengapott. Till sammanhanget hör att både Bundsgaard och Dam Kristensen satt med i ett utskott, bestående av ministrar från flera olika ministerier, som inriktade sig på frågor rörande levnadsförhållandena för människor med funktionsnedsättningar. Bundsgaard var dessutom utskottets ordförande.

#### "Boligpakken"
I maj lade Bundsgaard fram regeringens s.k. bostadspaket (danska: boligpakke) som bl.a. innebar att det skulle upprättas fler bostäder till unga och äldre. Bundsgaard motiverade tilltaget på följande vis:
| ” | Om vi inte kan få avhjälpt de bostadssociala problemen i de stora städerna så är det inte svårt att se vilka som först blir Svarte Petter: Det är de unga, som inte kan få en bostad efter avslutad utbildning, och det är de unga familjerna i huvudstadsområdet som inte kan få lämpliga bostäder; och slutligen är det de äldre som inte kan få en mindre bostad som passar deras behov. | „ |

Antalet bostäder som man planerade att bygga med detta ”paket” beräknades till c:a tiotusen under period av fem år. Andra initiativ var lägga c:a 500 miljoner danska kronor på bidrag och avdrag till nya initiativ till allmännyttiga lägenheter, vilket hade som mål att få äldre att flytta från sina hus för att dessa skulle kunna överlåtas till barnfamiljer, samt att lediga industri- och hamnområden skulle göras om till bostadsområden genom att etablera s.k. "stadsombildningsbolag" (danska: byomdannelsesselskaber). Paketet innehöll även satsningar på att flera olika sorters bostäder för olika åldersgrupper skulle byggas i bestämda områden med de största behoven för att, enligt Bundsgaard, öka mobiliteten på bostadsmarknaden. Detta innebar bl.a. ett introducerande av en ny bostadsform för unga studerande, det s.k. Fælles 4'eren, som var organiserade som en form av gemensamma bostäder. En annan ny bostadsform som presenterades var s.k. delägarbostäder (danska: medejeboliger), som riktade sig till resursstarka familjer, där de boende betalade 20 procent av köpesumman och i gengäld fick inflytande på hur bostäderna skulle inrättas. Vad gällde de allmännyttiga lägenheterna skrev Bundsgaard personligen om initiativet i en artikel som publicerades av Dagbladet Information. Hon argumenterade här för att kvoten på antalet nyupprättade bostadsrätter per år skulle höjas från 1 000 år 2001 till 1 800 år 2002 för att ge folk i övre medelåldern möjlighet att flytta från sina hus till bostadsrätter, och därmed ge barnfamiljer tillgång till fler hus.

##### Kritik
Paketet fick i regel ett positivt bemötande från byggbranschen, men branschorganisationen BYG uttryckte tvivel om att bostadspaketet nämnvärt kunde lätta pressen på bostadsmarknaden. Paketet mötte även viss kritik från Anker Boye, ordförande för KL och Odenses borgmästare, som ansåg att det var förvånande att paketet inte innehöll initiativ som gjorde det ekonomiskt lättare för kommunerna att bygga allmännyttiga bostäder. Han föreslog därmed en sänkning av kommunernas finansieringsandel från 14 till 7 procent av den totala kostnaden. Detta förslag genomfördes och väntades att träda i kraft år 2002, men det fick som effekt att många kommuner sköt upp planerna på att bygga fler bostäder för att därmed minska sina kostnader, vilket fick mycket kritik från flera bostadsbolag. Denna gång kritiserade Boye Bundsgaard för att inte ha tagit sitt ansvar. Enligt honom själv hade han informerat Bundsgaard om att kommunerna skulle skjuta upp bostadsbyggandet till 1 januari 2002 om inte de nya finansieringsreglerna skulle börja gälla omedelbart, men att Bundsgaard inte skulle ha reagerat. Att Bundsgaard hade avvisat denna möjlighet bekräftades i ett svar som hon hade givit Enhedslistens bostadspolitiska ordförande, Keld Albrechtsen, i vilken hon uttryckte sitt tvivel över att kommunerna överhuvudtaget skulle komma att skjuta upp byggandet. I augusti genomförde hon dock en ändring av avtalet med kommunerna så att bostadsbyggandet kunde börja direkt.
I samband med att Bundsgaard lade fram bostadspaketet uppmanade hon kommunerna att upprätta nya bostadsformer på försök, för att göra det möjligt för Bostadsministeriet att utvärdera dem inför en ny lagstiftning, vilket man ämnade göra i bl.a. Herning kommun. Kommunen fick dock avslag på sin ansökan av Bostadsministeriet om att uppföra 42 bostäder, varav de flesta var "delägarbostäder", eftersom man hänvisade till att projektet skulle anpassas efter ett lagförslag, som dock ännu inte hade antagits som lag. Lagförslaget gick bl.a. ut på att delägarbostäderna skulle utgöra högst hälften av alla bostäder i ett nyuppfört bostadskomplex och enligt Bundsgaard skulle det bli en skev sammansättning om det bosatte sig för många resursstarka och väletablerade människor i ett bostadsområde som ett resultat av för många delägarbostäder. Herning kommuns borgmästare, Helge Sander (Venstre), menade att kommunen följde Bundsgaards uppmaningar om att upprätta bostäder på försök, men att Bostadsministeriet redan tagit beslut om en ny lagstiftning utan att utvärdera försöksprojekten.

## Folketinget 2001-2007
Åren 2001-2007 fortsatte Bundsgaard som medlem av folketinget för socialdemokraterna. Därefter påbörjade hon sin utbildning till journalist och 2008 avsade hon sig sitt medlemskap i partiet.